# Malanea tafelbergensis
Malanea tafelbergensis är en måreväxtart som beskrevs av Julian Alfred Steyermark. Malanea tafelbergensis ingår i släktet Malanea och familjen måreväxter. Inga underarter finns listade i Catalogue of Life.